# Régiment Royal
Pour les articles homonymes, voir Régiment Royal (homonymie).
Le régiment Royal est un régiment d'infanterie du royaume de France, créé en 1663, devenu sous la Révolution le 23e régiment d'infanterie de ligne.

## Création et différentes dénominations
- 21 mai 1663 : Création du régiment Royal
- 1er janvier 1791 : devient le 23e régiment d'infanterie de ligne

## Mestres de campetcolonels
- 20 juin 1656 : Louis, duc d'Arpajon
- 6 mai 1679 : Charles Antoine du Châtelet, marquis de Pierrefitte
- 6 mai 1680 : François Joseph de Blanchefort, marquis de Créquy
- 28 février 1693 : Benoît marquis de Calvo
- 21 novembre 1703 : Pierre René de Brisay comte d'Enonville
- 3 janvier 1705 : Louis François comte d'Aubigné de Tigny[1]
- 6 mars 1719 : Jean-Baptiste Joachim Colbert de Torcy marquis de Croissy
- 21 février 1740 : François Michel César Le Tellier de Louvois marquis de Courtenvaux-Montmirail
- 29 octobre 1746 : Louis Félicien de Boffin d'Argenson marquis de Puysignieu
- 10 février 1759 : Charles Claude François marquis du Tillet
- 29 février 1768 : Louis Joseph comte de Mailly-Nesle
- 11 novembre 1782 : Charles Léon de Chavigny, marquis de Bouthillier
- 30 janvier 1785 : Guillaume Louis Camille d'Insenghien, comte de Gand[2]
- 21 octobre 1791 : Jean Charles de Myon
- 5 février 1792 : Charles Grangier de La Ferrière

## Historique des garnisons, combats et batailles du régiment

### Origines
Après la mort de Gaston, duc d'Orléans, frère de Louis XIII, un édit du 13 février 1660 réunit le « régiment de l'Altesse », qui avait été levé par ce prince le 20 décembre 1644, et le « régiment Royal », formé par le duc d'Arpajon en vertu d'une commission du 20 janvier 1656.
La fusion fut complète. Le « régiment de l'Altesse » forma le 1er bataillon du nouveau corps, et lui donna son ancienneté. Le régiment Royal forma le 2e bataillon et céda son nom. 

Le régiment porta d'abord le titre de « régiment du Roi », et ce ne fut que le 21 mai 1663, que celui-ci reprit le nom « régiment de Royal ».

#### Régiment de l'Altesse (1644-1660)
Pendant tout le règne de son frère, Gaston, duc d'Orléans, n'avait pas eu de régiment d'infanterie sous son nom. Ce prince, plutôt par faiblesse de caractère que par ambition, avait presque toujours pris parti avec les mécontents. Le cardinal de Richelieu ne pouvait donc point commettre la faute de lui laisser lever des troupes. Mais, en 1644, Richelieu et Louis XIII étaient morts, et Gaston était lieutenant général du royaume. Il leva à la fin de cette année un régiment d'infanterie, dont il donna d'abord le commandement à Henri François Alphonse d'Ornano, marquis de Sainte-Croix, et qui fut appelé « régiment de l'Altesse », à cause de ce titre que Gaston porta le premier en France, et que, plus tard, les princes du sang changèrent en celui d'altesse royale.

##### Colonels et Mestres de camps
- 20 juin 1644 : Henri François Alphonse d'Ornano, marquis de Sainte-Croix[3],
- 1645 : marquis de Vieuxpont[4]
- 9 juin 1648 : François René du Bec-Crespin, marquis de Vardes[5]
- 1er août 1649 : Gaston de Bellenger de Vautourneux[6]
- 8 avril 1651 : Jacques Johanne de La Carre, marquis de Saumery[7]
- 8 juillet 1656 : Charles Antoine du Châtelet, marquis de Pierrefitte

##### Guerre de Trente Ans
Ce régiment débuta, dans le cadre de la guerre de Trente Ans, en Flandre en 1645, et se fit remarquer le 19 juin au passage de la Colme, puis aux sièges de Mardyk, de Bourbourg et de Menin. Le 7 juillet 1645, au siège de Mardyk, il attaqua la contrescarpe et le corps de garde établi dans la place d'armes.
En 1646, le régiment de l'Altesse prit part aux sièges de Courtrai, de Mardyk et de Dunkerque. Le régiment de l'Altesse eut l'honneur d'entrer dans Dunkerque avec les Gardes.
En 1647, il est à la prise de la Bassée et de Lens.
Il ouvre la campagne de 1648 par le siège d'Ypres puisse trouve ensuite à la célèbre bataille de Lens, à la prise de Furnes.

##### La Fronde
En 1649 les troubles de la Fronde commencèrent. Le régiment de l'Altesse assista au blocus de Paris, et se signala le 8 février à l'attaque de Charenton, qui fut suivie de l'expédition sur Brie-Comte-Robert. Il marcha ensuite au secours de Cambrai, que les Espagnols espéraient reprendre à la faveur des discordes civiles, et contribua à la prise de Condé.
En 1650, le prince de Condé ayant été arrêté, son parti prit les armes et souleva la Bourgogne. Le régiment de l'Altesse fut envoyé, au mois de février, à Saint-Jean-de-Losne pour garder cette place. Il vint au mois d'avril au siège de Bellegarde, où le roi « admira sa belle tenue. » Il retourna ensuite dans les provinces du nord, porter secours à la ville de Guise, garda quelque temps Laon, fit le siège de Rethel, et prit part à la bataille livrée près de cette ville, où Turenne fut battu par le maréchal du Plessis-Praslin.
En 1651, le régiment de l'Altesse continua de servir, dans la Picardie et la Flandre.
En 1652, le duc d'Orléans, irrité du retour de Mazarin, sépara ses régiments de l'armée royale, et les envoya sur la Loire, à Cosne, pour couper le passage au cardinal. Cependant Mazarin trompa la vigilance de ses ennemis et rentra à la cour plus puissant que jamais. Le duc d'Orléans, suivant son habitude, fit sa paix , mais son régiment d'infanterie demeura dans l'armée des princes, et peu s'en fallut qu'au pont de Jargeau il ne s'emparât de toute la cour. Au combat du faubourg Saint-Antoine, Condé le plaça à la tête du faubourg, où il canonna l'armée royale avec deux petites pièces que Gaston lui avait données. En septembre, Louis XIV avait atteint sa majorité. Ce nouvel état de choses ne fut pas favorable au duc d'Orléans, qui fut obligé de se retirer dans son château de Blois. Pendant ce temps, le régiment de l'Altesse aidait le prince de Condé à s'emparer de Sainte-Menehould, et ce fut le lendemain de la prise de cette ville, au mois de novembre, qu'il quitta l'armée des rebelles pour rentrer au service du roi avec les régiments de Languedoc-Orléans , de Valois et de Langeron , qui appartenaient aussi à Gaston.

##### Guerre franco-espagnole
En 1653, dans le cadre de la Guerre franco-espagnole, le régiment de l'Altesse est envoyé dans le Languedoc, et passe les Alpes avec le maréchal de Grancey. Le 23 septembre il se trouve au combat de la Roquette et y supporte le principal effort,.
En 1656, on le trouve au siège de Valencia.
En 1657, il sert au siège d'Alexandrie.

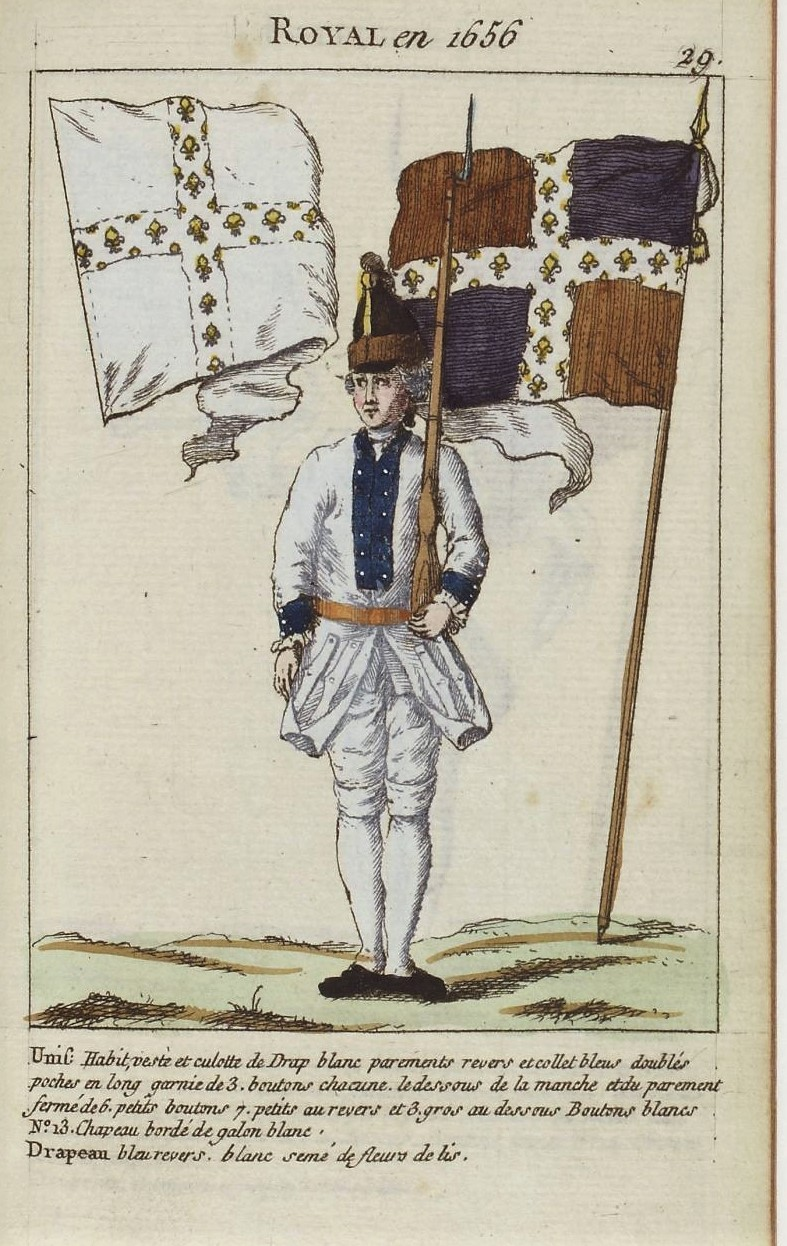
Uniforme et drapeau du régiment Royal en 1656

En janvier 1658, il entre dans le Plaisantin et s'empare, avec le régiment de Navarre, de Casalmaggiore. Le 14 juillet, il se couvre de gloire au passage de l'Adda, où il avait la tête de l'avant-garde.
Ce fut sa dernière action de guerre.

#### Régiment Royal (1656-1660)

##### Colonels et Mestres de camps
- 20 juin 1656 : Louis, duc d'Arpajon

##### Guerre franco-espagnole
Le régiment Royal, est levé en 1656, par Louis, duc d'Arpajon, qui se rend la même année à La Fère, où le roi le vit. Voici l'article de la Gazette de France, qui nous raconte la première entrevue du roi et de son régiment : 
« Hier, 12 juillet, le roi alla voir, à une lieue d'icy, le régiment Royal d'infanterie, composé de 1 500 hommes, outre les officiers, et qui étoit arrivé le jour précédent de Languedoc, de Guyenne et de Provence, où il a été levé par le duc d'Arpajon, qui l'avoit rangé en deux bataillons dans une vaste plaine, où le roi, étant monté à cheval avec la noblesse qui le suivoit, fit marcher devant luy chaque compagnie, dont les soldats, à mesure qu'ils s'approchoient de Sa Majesté, tesmoignoient, par leurs acclamations, la joye qu'ils ressentoient d'être honorés de la présence d'un si grand prince ».
En 1657, dans le cadre de la guerre franco-espagnole, le régiment Royal fait ses premières armes au siège et la prise de Montmédy  sous le commandement du maréchal de Turenne. Il prend part, ensuite, aux sièges de Saint-Venant, de Wates et de Mardyk. Lorsque le régiment de Piémont se fut emparé de Bourbourg, il y fut envoyé, à la fin de septembre, avec le régiment anglais de Morgan pour en relever les fortifications.
En 1658, il commença la campagne en Lorraine, puis passa en Flandre au mois de juillet. Il se trouva à l'investissement de Gravelines, qui se rendit après 21 jours de tranchée ouverte. Il releva plus tard huit compagnies des Gardes-Françaises qui occupaient Menin, récemment conquis.
Le régiment resta en garnison dans cette ville jusqu'au 22 février 1660, qu'il remit aux Espagnols en vertu du traité des Pyrénées. 

Ce fut alors que, conformément à l'ordonnance du 13 février 1660, il fut réuni au régiment de l'Altesse sous le nom de Régiment Royal.

### Régiment Royal (1660-1791)

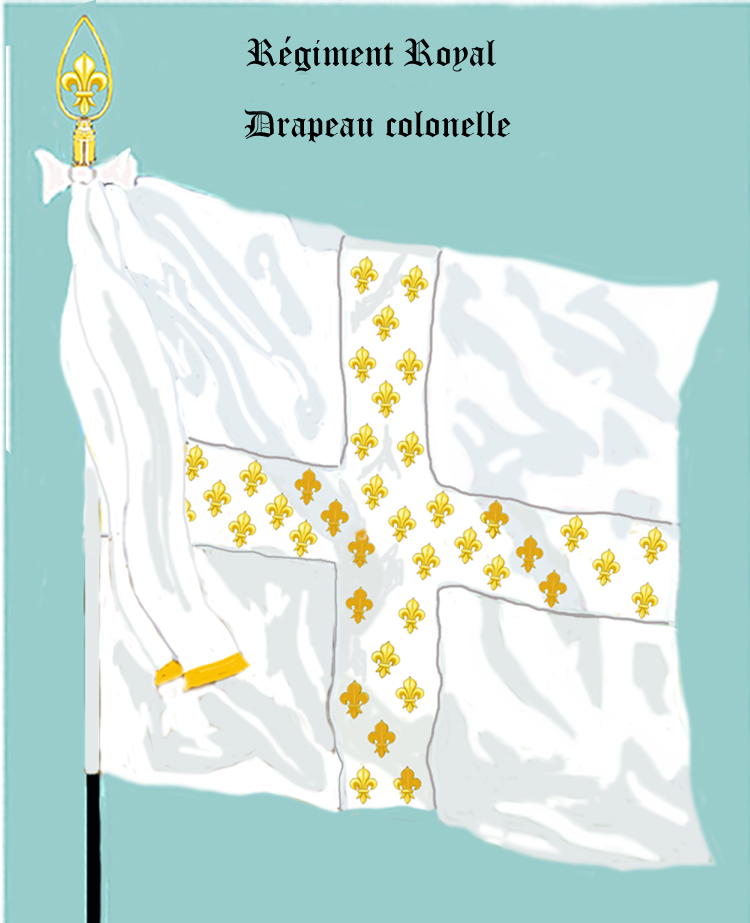
Drapeau Colonel du régiment Royal[11].
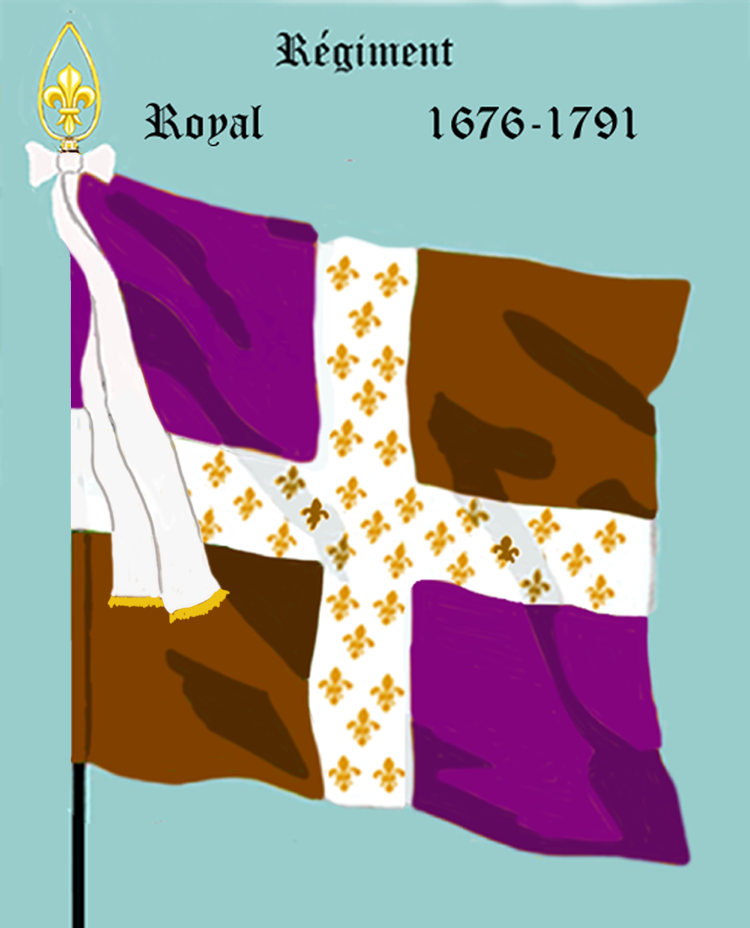
Drapeau d'Ordonnance du régiment Royal

Le « régiment Royal » présenta, pendant les premières années de son existence, une bizarrerie : il eut deux colonels et deux drapeaux blancs, tant que vécurent ensemble le duc d'Arpajon et le marquis de Pierrefitte, qui commandaient précédemment les régiments dont il fut composé.
Toutefois, Louis d'Arpajon eut le pas sur Charles-Antoine du Châtelet, et commanda réellement le « régiment Royal » jusqu'à sa mort en 1679. Charles Antoine du Châtelet marquis de Pierrefitte devint alors seul colonel, et tout rentra dans l'ordre.
Après la fusion, courant 1660, le nouveau corps se rendit en Lorraine et ses deux bataillons furent mis en garnison à Nancy et Thionville.
En 1663, il servit à la prise de Marsal, seule place qui restât à Charles duc de Lorraine. Après cette campagne, il fut, comme les Vieux Corps, porté à quarante compagnies.

#### Expédition de Djidjelli
En juin 1664, les vingt premières compagnies se rendirent à Toulon avec le marquis de Pierrefitte, et s'y embarquèrent sur la flotte de François de Vendôme duc de Beaufort pour participer à l'expédition de Djidjelli. Le départ eut lieu le 2 juillet 1664, et, après une courte relâche à Port Mahon, l'armée arriva le 22 juillet en vue de Djigelli, sur la côte d'Afrique. Après le débarquement, le régiment Royal fut chargé d'occuper le fort du Marabout, qui fermait l'entrée du port de Djigelli, et il y demeura jusqu'au rembarquement de l'expédition.
Rentré en France, il resta aux environs de Toulon jusqu'en mars 1666, et se rendit alors au camp de Compiègne.

#### Guerre de Dévolution
En 1667, dans le cadre de la guerre de Dévolution, le régiment Royal, attaché à la même brigade que le régiment d'Auvergne, prend part aux sièges de Charleroi, de Tournai et de Douai, qui firent peu de résistance, et à celui de Lille, où il partagea les travaux avec le régiment de Picardie.
Au début de 1671, quand Louis XIV acheta pour le régiment du Roi le rang du régiment de Saint-Vallier, le dernier des Petits Vieux, il voulut que le régiment Royal profitât aussi de cet avancement, et il lui donna le rang qu'avait auparavant le régiment du Roi, c'est-à-dire celui de l'ancien Lorraine, le 14e rang. Par la suite, le régiment Royal gagna encore un rang en 1678, quand le régiment écossais de Douglas repassa en Angleterre. Il devint alors le 13e et conserva ce rang jusqu'au dédoublement des vieux régiments, en 1776.

#### Guerre de Hollande
En 1672, dans le cadre de la guerre de Hollande, le régiment Royal marche à la conquête de la Hollande et assiste aux sièges de Charleroi et de Doesbourg, au passage du Rhin et à la prise d'Orsoy et de Rheinberg. Quelques compagnies furent mises en garnison dans Doesbourg, Zutphen et Wesel tandis que le reste du régiment passa en Westphalie avec le maréchal de Turenne et
contribua à la soumission d'Unna, Zoëster, Kamen et Altena.
En 1673, les deux bataillons furent employés au siège de Maastricht. Le régiment Royal y ouvrit la tranchée avec le régiment de Picardie dans la nuit du 17 au 18 juin. À la pointe du jour, un détachement du régiment eut ordre d'attaquer une maison qui était près de la contrescarpe. Il y marcha à découvert et s'en empara après avoir tué une partie des défenseurs et fait le reste prisonnier. Après la prise de Maastricht, le régiment suivit le roi en Lorraine et resta quelque temps à Nancy, dont il releva les fortifications. Il eut ses quartiers d'hiver à Saint-Wendel.
En mars 1674, il se rend en Franche-Comté, et pendant l'investissement de Besançon, les mille mousquetaires du régiment sont envoyés avec le régiment de Picardie et d'autres troupes à Pontarlier, pour y faire s'opposer à l'ennemi qui s'assemblait de ce côté. Après avoir soumis cette ville et s'être emparé du château d'Ornans, ce corps revint devant Besançon. Le 17 mai, le 1er bataillon monta la tranchée devant la citadelle qui se rendit le lendemain. Dix jours après, le régiment Royal relevait les Gardes Françaises au siège de Dole, et sa brigade emportait le chemin couvert.
Il fit encore le siège de Salins, qui se rendit le 22 juin et rejoignit ensuite l'armée du maréchal de Turenne en Alsace. Il assista aux combats de Sinsheim, d'Entzheim et de Mulhausen.
Le 5 janvier 1675 le régiment est à la bataille de Turckheim, puis au siège du château de Dachstein. Après s'être reposé quelque temps à Metz, il se rend pour l'ouverture de la campagne à l'armée que le maréchal de Créqui assemblait à Charleville, pour agir entre la Sambre et la Meuse. Le régiment Royal souffrit beaucoup au siège du château de Dinant. Il fait ensuite le siège d'Huy, où son 1er bataillon ouvrit la tranchée le 4 juin, et qui battit la chamade sous ses drapeaux. Quelques jours après, il ouvrait la tranchée devant Limbourg, dont il emporta le 17 juin la demi-lune. Le lendemain, la mine ayant fait brèche au bastion, le régiment Royal fut commandé pour y faire le logement. Après un combat sanglant, un escouade de 26 hommes, ayant pénétré dans le bastion, fait prisonniers le commandant et le major de la place, et force les assiégés à mettre bas les armes. 
Le régiment rejoignit ensuite l'armée du roi à Saint-Trond, et fut employé à démolir les fortifications de cette ville. Pendant le reste de la campagne, l'armée, affaiblie par les renforts envoyés en Allemagne, resta sur la défensive.
En 1676, le régiment Royal ouvrit la campagne par le siège de Condé puis par celui de Bouchain ou il s'y distingua à la prise du chemin couvert. Il passa de là au siège d'Aire où il s'empara du fort Saint-François, et fit ensuite partie du corps d'armée du maréchal de Schomberg, qui força Guillaume prince d'Orange à lever le siège de Maastricht.
En 1677, il prend part au siège de Valenciennes et à celui de Cambrai où il emporte le 2 avril deux demi-lunes et l'ouvrage à cornes. Cambrai capitula le lendemain, et le régiment Royal est alors envoyé à l'armée de Monsieur, frère du roi, qui assiégeait Saint-Omer. Il se trouve, le 11 avril, à la bataille de Mont-Cassel et y occupait la gauche de l'infanterie en première ligne. Le matin même de la bataille, les troupes du prince d'Orange s'étaient emparées de l'abbaye de Piennes, dont le régiment de Lyonnais les avait dé
busquées deux jours auparavant. Ce poste important couvrait la gauche de l'armée et les travaux du siège de Saint-Omer. La brigade de Royal et une brigade suisse le reprirent. Après ce premier succès ces troupes chargèrent la droite de l'ennemi, culbutèrent l'infanterie hollandaise qui formait cette droite et commencèrent ainsi la déroute du prince d'Orange. Le régiment Royal acheva la campagne de 1677, sous le maréchal de Luxembourg, qui fit lever le siège de Charleroi, le 14 août. Au mois de novembre il quitta ses quartiers pour prendre part au siège de Saint-Ghislain, où ses grenadiers s'emparèrent d'une redoute.
En 1678, le régiment assista aux sièges de Gand et d'Ypres, et à la bataille de Saint-Denis, où il ne fut pas sérieusement engagé. Au mois de juin, il se rendit à l'armée d'Allemagne et prit part le 6 juillet à l'affaire de Rheinfelden. Au mois d'août il était au blocus de Strasbourg et il contribua le 11 de ce mois à la prise des forts de l'Ill et de Zolhaus.
À la paix, le régiment Royal fut mis en garnison à Fribourg.
En 1681, il reçut comme le régiment de Picardie, l'ordre de se rendre dans le Dauphiné, mais à son passage à Brisach, il fut embarqué sur le Rhin et alla prendre possession de Strasbourg le 3 octobre.

#### Guerre des Réunions
Il resta en garnison dans cette ville jusqu'en 1683, au début de la guerre des Réunions, ou il fit alors partie du camp de Molsheim.
En 1684 il sortit de Verdun où il avait passé l'hiver, pour aller faire le siège de Luxembourg. Il y partagea les travaux des régiments de Piémont et d'Auvergne, se distingua à l'assaut du 27 mai ou son colonel Charles Antoine du Châtelet, marquis de Pierrefitte y reçut trois blessures considérables.
Après ce siège, le régiment Royal fut mis en garnison à Thionville, et il fut employé de 1687 à 1688 aux fortifications de Mont-Royal.

#### Guerre de la Ligue d'Augsbourg
En septembre 1688, dans le cadre de la guerre de la Ligue d'Augsbourg, le 1er bataillon joignit le corps du marquis de Boufflers, campé entre Mayence et Kreutznach, et prit part au bombardement de Coblence. Pendant ce temps le 2e bataillon servait à l'armée du Dauphin et faisait les sièges de Philisbourg et de Manheim.
En 1689, le 1er bataillon, qui avait passé l'hiver à Trèves dont il démolissait les ouvrages, eut l'ordre de se jeter dans Mont-Royal menacé d'un siège. Mais les ennemis s'étant tournés contre Mayence, le maréchal de Boufflers résolut d'emporter la petite ville et le château de Kockheim. La réussite de cette expédition fut en partie due au bataillon du régiment Royal. Le 2e bataillon servit cette année sous le maréchal de Lorges, qui se tint sur la défensive.
En 1690, tout le régiment était à l'armée chargée de couvrir les frontières d'Allemagne.
L'année suivante il se rendit en Piémont, sous le commandement du Maréchal de Catinat. Il se trouva à la prise de Villefranche, de Montalbano, de Saint-Ospizio (Sant'Ospizio), de Nice, de Veillane et de Carmagnola. Au mois d'août il tua 300 hommes au prince Eugène, qui tomba dans une embuscade au moment où il voulait empêcher l'armée française de passer le Pô. Après diverses expéditions autour de Turin, le régiment Royal entra dans Suze et prend encore part, le 24 octobre, à un combat où fut mise en déroute l'arrière-garde du prince Eugène, qui avait fait une démonstration jusqu'au pied des Alpes. Le régiment Royal termina cette campagne, par la prise du château de Montmélian, où il laissa six compagnies.
En 1692, le régiment porté à trois bataillons est appelé en Flandre. Après avoir assisté au siège de Namur, il se trouva à la bataille de Steenkerque.
En 1693, il passe à l'armée d'Allemagne et contribue à la prise d'Heidelberg et d'Awingemberg. Sur la fin de la campagne, le régiment Royal retourna en Flandre avec son nouveau colonel-lieutenant, le marquis de Calvo et prend part aux opérations du siège de Charleroi.
En 1694, le régiment Royal retourne encore en Allemagne et passe le Rhin le 8 juin. Il n'y eut toutefois que des escarmouches insignifiantes, sauf un petit combat près de Dernbach.
En 1695, le régiment passe en Italie. Cette campagne et la suivante sont stériles en événements.
En septembre 1696, le régiment met le siège devant Valenza, mais pendant ce temps on arrêtait les préliminaires
de la paix à Vigevano. Le siège fut levé et le régiment Royal alla passer l'hiver en Dauphiné.
Rentré peu après en France, après le traité de Ryswick, il fait la campagne de 1697 avec le marquis de Boufflers, qui couvrait les opérations du siège d'Ath.
En 1698, il reçoit par incorporation le régiment réformé de Puynormand.

#### Guerre de Succession d'Espagne
Quand éclate la guerre de Succession d'Espagne, en 1701, le régiment Royal occupe Gand, puis Namur, pour Philippe V, et termina la campagne au camp de Ruremonde. Il passa l'hiver dans l'électorat de Cologne où il eut une compagnie enlevée par un parti de cavalerie. Ce fut le premier acte d'hostilité de cette guerre du côté du Rhin.
En 1702, le 3e bataillon est jeté dans Venloo en défendant avec acharnement cette place. Il rejoignit ensuite les deux premiers, qui servaient sous le duc de Bourgogne, et le corps réuni passa l'hiver à Bonn. Un détachement, sorti de cette ville, enleva à Guiminich 300 dragons impériaux, un grand nombre de chevaux, des étendards et des timbales.
À l'ouverture de la campagne de 1703, le 3e bataillon de Royal est de nouveau détaché et envoyé à l'armée de Flandre, sous le maréchal de Villeroy. Les deux premiers furent assiégés dans Bonn, au mois d'avril. La place était mauvaise : au bout de douze jours de tranchée ouverte, elle était aux abois. Le marquis d'Alègre, qui y commandait, désespérant de pouvoir soutenir un assaut, tente une sortie en plein midi à la tête du régiment Royal. Il pénètre jusqu'aux batteries ennemies et y encloue dix canons et six mortiers. Il exécute ensuite sa retraite, emmenant 60 prisonniers, entre autres un colonel et plusieurs officiers. Quelques jours après, les assiégeants, convaincus que la garnison était résolue à une résistance désespérée, lui accordèrent tout ce qu'elle demandait. Elle sortit par la brèche et se rendit à Luxembourg. Épuisé par ce siège, le régiment Royal était nu. Chaque soldat reçut une veste et un sarrau de toile, et dans cet équipage le régiment prit la route de l'Alsace et joignit le duc de Bourgogne qui allait faire le siège de Brisach. Il y monta deux fois la garde de tranchée. Au mois d'octobre, il est au siège de Landau et prend part le 8 novembre à l'attaque des contre-gardes. Au signal donné, les grenadiers montent à l'assaut, mais ils trouvent derrière le parapet un retranchement d'où part un feu terrible qui les écrase. Cinq jours après, le régiment Royal est plus heureux et, malgré la vive résistance des assiégés, la contre-garde fut enlevée. Le lendemain 14, le régiment Royal sort des lignes avec une partie de l'armée, pour aller au-devant du prince de Hesse-Cassel, et se couvre de gloire le 15 à la bataille de Speyerbach. Il y occupait le centre de la première ligne. Le combat avait commencé à la droite : le colonel marquis de Calvo, profitant d'un faux mouvement de l'ennemi, le charge successivement avec ses deux bataillons : sa manœuvre, imitée par le reste de l'infanterie, décide la victoire. Dans cette bataille, l'armée française prit plus de drapeaux et d'étendards qu'elle ne perdit de soldats. La bataille de Speyerbach coûta au régiment Royal son colonel-lieutenant, le marquis de Calvo. Landau se rendit immédiatement. Le 3e bataillon, qui avait commencé la campagne en Flandre, avait été détaché en septembre avec le marquis de Pracomtal pour observer le prince de Hesse-Cassel. L'infanterie de ce corps ne put arriver à temps pour prendre part à la bataille. Les trois bataillons du régiment Royal hivernèrent à Trèves et autres places de la Sarre.
En 1704, le régiment est chargé d'escorter les recrues qu'on envoyait à l'armée de Bavière, et il partage le désastre de l'armée à Höchstädt. Dans cette bataille, le régiment Royal occupait avec le régiment de Languedoc le village de Bleinheim, à la
gauche de la ligne de Tallard. Après la déroute de la cavalerie, il fut labouré par le feu à cartouches de quatre pièces de canon qui le prenaient d'écharpe. Ce fut alors que sept bataillons anglais, qui venaient de détruire complètement le régiment de Zurlauben, prirent le régiment Royal entre deux feux et le forcèrent à se retirer en désordre dans le village. Le colonel du régiment, Pierre René de Brisay comte d'Enonville, avec 150 hommes, se jeta dans le cimetière, et, par un feu nourri, parvint à ralentir la marche des vainqueurs. Pendant ce temps, le lieutenant-colonel de Saint-Maurice rallia le régiment dans Bleinheim, et, exécutant une sortie désespérée, rejeta les Anglais dans la plaine. Mais le colonel d'Enonville, entouré par de nouveaux ennemis, n'ayant plus autour de lui dans le cimetière que quelques braves, et ignorant ce qu'était devenu le reste de son régiment, se résigna à capituler avec lord Kuts. Il faut dire que les Anglais usèrent en cette circonstance d'une ruse indigne et inutile, car la victoire ne pouvait leur échapper. On trompa le régiment Royal en lui disant que le régiment de Navarre avait mis bas les armes, et on employa la même supercherie à l'égard du régiment de Navarre. A peine le colonel d'Enonville avait-il donné sa parole, que le lieutenant-colonel de Saint-Maurice reparut avec le gros du régiment ; mais il n'était plus temps, et le régiment Royal dut subir la loi après avoir brûlé ses drapeaux. Cette funeste journée lui coûta 40 officiers tués ou blessés, et plus de 400 hommes.
Après avoir recueilli ses débris à Thionville, le régiment Royal alla se rétablir à Sedan, et put mettre deux bataillons en ligne en 1705. Il servit en Flandre et fit le siège d'Huy, seul fait important de la campagne, après laquelle il se rendit à Valenciennes, où il remit sur
pied son 3e bataillon.
En 1706, il alla servir sur le Rhin et se trouva le 1er mai à la prise des retranchements de Drusenheim et à la levée du blocus du Fort-Louis, ce qui amena la reddition de Drusenheim, de Lauterbourg et d'Haguenau. La perte de la bataille de Ramillies ayant contraint Louis XIV à renforcer l'armée de Flandre, le régiment Royal revint sur cette frontière et fut réparti dans les places menacées. Il eut plus tard ses quartiers d'hiver à Dunkerque.
Il passa l'année 1707 dans Aire.
En 1708, il est à Mons au rendez-vous de l'armée, et se trouve, le 11 juillet, à l'affaire d'Audenarde, où
il demeure inactif. Détaché ensuite sous les ordres du comte de La Mothe-Houdancourt, il prend part à l'attaque d'un convoi destiné au siège de Lille. Un de ses bataillons parvint même à entrer dans la place, et contribue à la belle défense qu'y fit le maréchal de Boufflers. Les deux autres se trouvèrent à la prise de Leffinghem, et plus tard, renfermés dans Gand, ils défendirent cette ville. Dans une sortie, les compagnies de grenadiers, avec d'autres appartenant aux divers corps de la garnison, culbutèrent quatre bataillons anglais. Après la capitulation de Gand, le régiment Royal se retira en Picardie, et fut partagé entre les villes de Boulogne, d'Ardres et de Montreuil.
En 1709, le régiment combat avec le régiment de Picardie à Malplaquet. Il occupe la droite de la deuxième ligne
d'infanterie. Quand la première ligne fut forcée, le régiment Royal, volant à son secours, chassa l'ennemi des retranchements qu'il venait d'envahir, et rétablit le
combat. Mais les alliés revinrent bientôt sur plusieurs colonnes, firent mine d'en vouloir au régiment de  Picardie, et, tournant tout à coup à droite, tombèrent sur le régiment des Gardes-Françaises, qui fut enfoncé. Le régiment Royal y court, et, par une charge furieuse à la baïonnette, reprend le terrain que les Gardes Françaises ont été forcés d'abandonner. Les régiments Royal et Navarre pénètrent jusqu'au milieu des batteries ennemies, s'emparent de douze canons, qu'ils sont obligés de laisser faute de chevaux pour les atteler, et rentrent sur la ligne de bataille avec onze drapeaux anglais ou hollandais. C'est dans ce moment, où le succès paraissait assuré, que la blessure de Villars, laissant la gauche sans chef, changea la face des affaires et fit perdre au régiment Royal le fruit de ses d'exploits. Le colonel-lieutenant, comte d'Aubigné, fut blessé.
Les années suivantes, le régiment Royal continue de servir en Flandre.
En 1712 il se trouve à la bataille de Denain et au siège de Douai. Avant la fin de ce siège, le régiment alla investir le Quesnoy, où il eut dans une seule nuit 105 hommes tués ou blessés puis fait partie de l'armée d'observation qui protégeait les opérations du siège de Bouchain.
En 1713, il est sur le Rhin, couvre le siège de Landau, contribue à emporter les lignes des Impériaux devant Fribourg, et participe au siège de cette place, qu'il attaquait du côté du fort Saint-Pierre.
Le 31 décembre de cette année, on incorpora dans le régiment Royal les régiments de Desangles, de Vassan, et de La Rivière, et après la paix de Rastadt, on y incorpora encore le régiment de Laubanie le 2 juin 1714 et celui de Bombelles le 4 octobre. Malgré ces renforts, le régiment Royal fut réduit à deux bataillons.

#### Période de paix
Après être resté quelques années en garnison à Lille, le régiment passa en 1718 à Poitiers.
On le trouve à Cambrai en 1724 et à Toul en 1726.
En 1727 il fait partie du camp de la Moselle puis il se rend ensuite à Saarlouis, puis à Maubeuge en 1728.
Pendant les années 1729 et 1730, il travaille aux fortifications de Metz. De là il est envoyé à Douai et fait encore partie en 1732 des troupes assemblées sur la Moselle. Après le camp, il retourne à Douai.

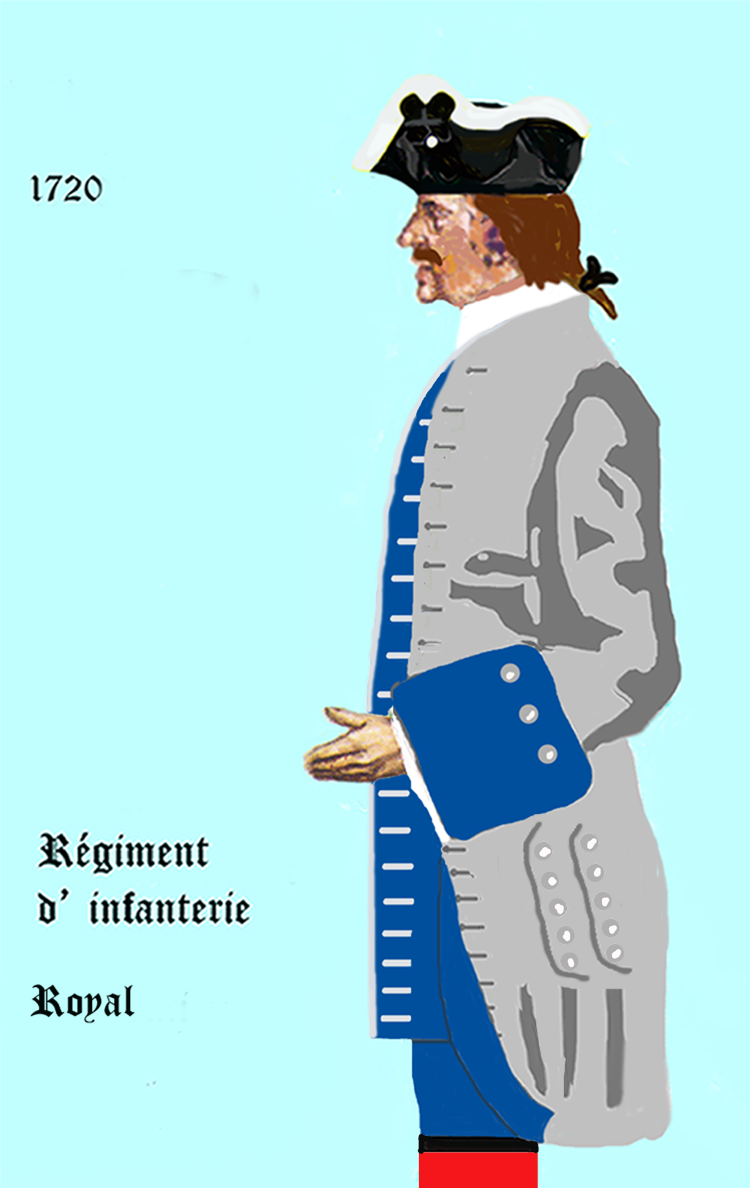
Régiment Royal de 1720 à 1734

#### Guerre de Succession de Pologne
Quand la guerre de Succession de Pologne éclate en 1733, il est appelé à l'armée du Rhin, et fait le siège de Kehl. Il passe l'hiver à Sedan et rétablit son 3e bataillon.
Au commencement de 1734, celui-ci est placé à Montmédy. Les deux premiers bataillons joignent le duc de Belle-Isle à Thionville et contribuent à la prise de Trèves, à celle de Traerbach et du château de Greyffemberg, qui domine cette ville. Il se rend ensuite devant Philisbourg, y monte quatre tranchées et y souffre beaucoup des fièvres, les soldats ayant été presque constamment dans l'eau. Après la reddition de Philisbourg, le régiment Royal, est employé à surveiller les mouvements du prince Eugène, et occupe Oppenheim. Il suit plus tard le maréchal de Noailles dans sa pointe sur le Wurtemberg, et se trouvait au camp de Neuffen quand il reçut l'ordre de passer en Italie.

Rejoint par son 3e bataillon, il se met en marche par l'Alsace, la Franche-Comté, le Dauphiné et la Savoie, et arrive en six semaines à Plaisance. Il passe l'hiver à Reggio et Pavie.
Au mois de mai 1735, le régiment Royal rejoint l'armée à Guastalla et contribue à la prise de Gonzaga, de Reggiolo et de Revere. 

Les préliminaires de la paix ayant été signés, les Français évacuent les États de Venise.
Le régiment est mis en garnison à Modène et rentre en France, en 1736, par la vallée de Barcelonnette. Ses bataillons sont répartis entre les villes de Montpellier, Nîmes, Béziers et Carcassonne. Plus tard il occupe Perpignan , Collioure et Mont-Louis.
En 1737, il est à Vienne, Romans et Valence.
En 1738, il est tout entier à Strasbourg.

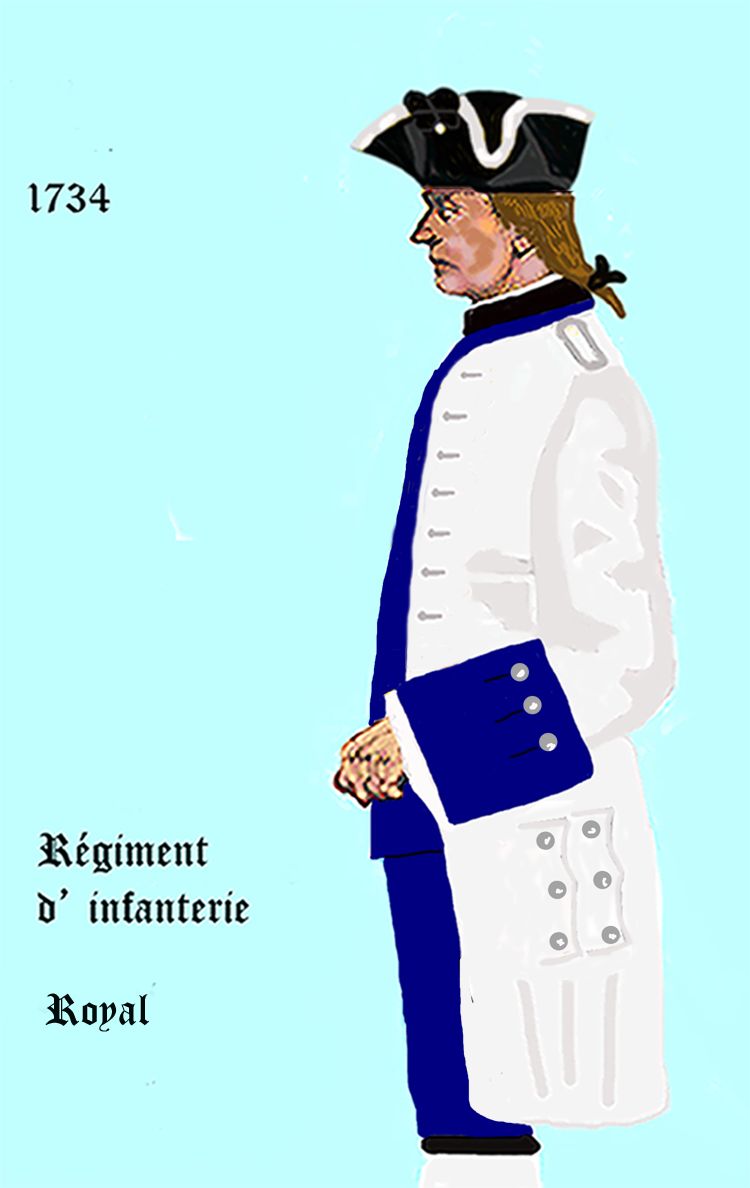
Régiment Royal de 1734 à 1740

#### Guerre de Succession d'Autriche
En 1740, au début de la guerre de Succession d'Autriche, il tient garnison à Landau, à Metz en 1741 et retourne en 1742 à Strasbourg, où l'on rassemblait un corps de troupes qui devait aller renforcer l'armée de Bohême, mais il n'alla que jusqu'à Donauworth. Pendant les mois de juin et de juillet, les deux premiers bataillons firent partie du camp de Nieder Altach, le 3e occupait Lawinghen. Le régiment se trouva plus tard à l'attaque du château d'Ebersberg et fut ensuite placé au camp de Deckendorf. Quand les Français furent contraints à évacuer Deckendorf, un lieutenant et 30 hommes furent oubliés dans une redoute. Assaillie par un millier de hussards et de pandours, cette petite troupe tint ferme, tua ou blessa plus de 200 Autrichiens et donna le temps au comte de Saxe de venir la dégager. Au mois d'octobre, le régiment Royal était à la prise d'Elnbogen. En novembre, le régiment Royal alla au secours de Braunau, dont le prince Charles fut obligé de lever le siège. Enfin, décimé par la guerre, le régiment est mis en cantonnements autour d'Eggenfelden, à Reispach, Armstorf, Pfarrkirchen et Simbach , où une épidémie acheva sa ruine.
En janvier 1743, il changea de quartiers et fut mis à Ganghoven et à l'abbaye de Semanshausen. Le 17 mai, il est avec le régiment de Picardie à la défense de Dunkelfingen, soutient un rude combat à la porte de Frontenhausen et perd 26 officiers et 134 hommes tués ou blessés, en repoussant les ennemis qui attaquaient le pont. Le lendemain 18 mai, le prince de Conti se porte, avec les régiments Royal, Provence et d'Angoumois, sur Landau qui était menacé. Mais le 5 juin, les Autrichiens ayant forcé le passage du Danube à Pochin, le régiment se retira au camp sous Ratisbonne et partagea toutes les opérations de la retraite du maréchal de Broglie. Il repassa le Rhin à Spire et fut envoyé à Nancy. Hors d'état de continuer la campagne, il servit de garde au roi Stanislas, qui résidait alors dans cette ville.
En 1744, le régiment Royal partit pour Cambrai et fut incorporé dans l'armée de Flandre. Il fit les sièges de Menin, d'Ypres et de Furnes, et après le départ des renforts envoyés à
l'armée du Rhin, il fut établi au camp de Courtrai et l'hiver venu, il entra au Quesnoy
Il sortit du Quesnoy en avril 1745 pour aller à l'investissement de Tournai. Le 11 mai, il était sur le champ de bataille de Fontenoy, et fut d'abord placé en deuxième ligne derrière la brigade d'Aubeterre. Il y eut beaucoup àsouffrir du canon. A neuf heures, la brigade de Royal eut ordre de se porter à la droite entre Fontenoy et Antoing, et, plus tard, changeant encore de position, elle vint se mettre en bataille au centre, derrière la brigade des Gardes. Au moment où elle prenait position, la première ligne fut enfoncée. Le régiment, sans se troubler, ouvrit des intervalles pour laisser un passage libre aux troupes qui se retiraient. Les Anglais arrivèrent sur lui. Il les reçut bravement, et, après des efforts inouïs, parvint à faire reculer de quelques pas cette terrible colonne. Mais lorsqu'il allait poursuivre cet avantage , il fut pris en flanc par une autre masse des alliés , qui ouvrit à cinquante pas, sur lui, un épouvantable feu de mousqueterie. Forcé de battre en retraite, le régiment Royal le fit en bon ordre à la faveur de la position du régiment du Roi. À la fin de la journée, le régiment Royal fournit une nouvelle charge contre la colonne anglaise et l'exécuta de front. Les Anglais, dans leurs relations, témoignèrent eux-mêmes de la part que le régiment avait prise à leur défaite, en disant que c'était un régiment de lions. Il eut, en outre, 136 hommes tués et 509 blessés.
« Ce ne sont pas des hommes, ce sont des lions. » Anglais à Fontenoy, 1745.
Après la bataille, il retourna dans les tranchées de Tournai, dont la citadelle tint jusqu'au 19 mai. Il passa de là au siège d'Audenarde, et prit ses quartiers d'hiver à Dunkerque, qu'il quitta un instant pour occuper Gand pendant le siège de Bruxelles.
En 1746, le régiment Royal soutient sa réputation lors de la bataille de Rocoux. Sa brigade attaque l'angle gauche du village de ce nom, sous les ordres du marquis de Fénélon, qui est mortellement blessé dans ses rangs. Cette brigade, ayant eu tous ses officiers supérieurs mis hors de combat, se trouva, comme à Fontenoy, dans le cas de manœuvrer avec ses officiers particuliers, et le fit avec éclat. Elle s'empara d'une batterie de canons, et chassa l'ennemi jusqu'au delà de Rocoux. Le régiment eut ce jour-là 400 hommes tués ou blessés. Le régiment Royal passa l'hiver à Louvain, y forma un 4e bataillon et le régiment eut un nouveau colonel : Louis Félicien de Boffin d'Argenson marquis de Puysignieu.
Au mois de mai 1747, il était au camp de Malines, qu'il quitta le 16 juin avec le comte de Saint-Germain, pour remonter la Demer et s'emparer d'Aarschot, Zichem, Diest et Halem  puis il se trouva au siège de Berg-op-Zoom, où il ouvrit la tranchée dans la nuit du 14 au 15 juillet. Il monte le 16 septembre à l'assaut du bastion de Coëhorn, et s'y couvre de gloire. La pointe de l'attaque était faite par deux compagnies de grenadiers du régiment Royal, une de Limousin et deux des Grenadiers royaux, appuyées par les premiers bataillons des régiments Royal, Touraine, Custine, Limousin, Orléans et Rochefort. L'ouvrage fut emporté. Le 1er bataillon entra aussi de vive-force dans le fort Kickin, où il fit mettre bas les armes à 1 500 hommes. Il s'empara enfin de la demi-lune, située entre les deux bastions attaqués. Le 25 septembre, il part de Berg-op-Zoom pour se rendre au camp de Capellen.
La campagne de 1748 se borna au siège de Maastricht. À la paix, le régiment Royal vint à Saint-Quentin où ses 3e et 4e bataillons furent réformés en 1749.

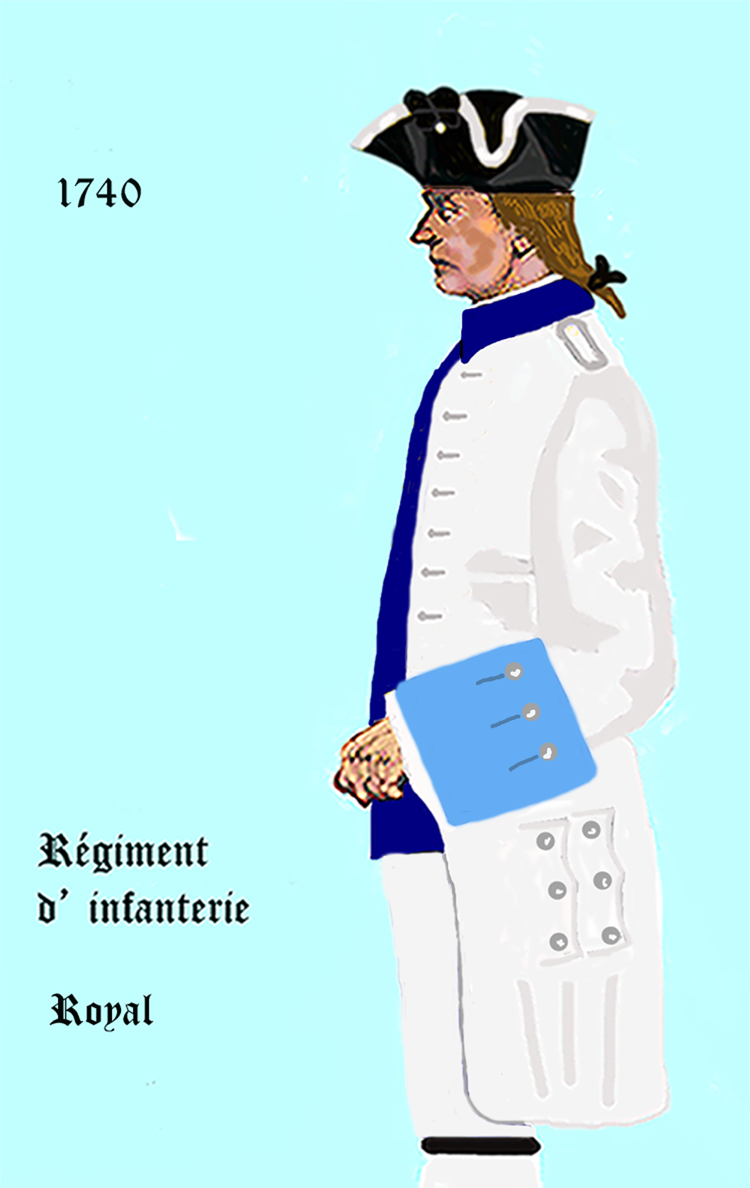
Régiment Royal de 1740 à 1762

#### Période de paix
À partir de 1749, le régiment Royal parcourut les garnisons de Metz, Landau, Grenoble et Fort Barraux, Romans et Embrun.
En 1753, il est au camp de Beaucaire, et il reste dans le Languedoc et le Vivarais jusqu'en 1756.

#### Guerre de Sept Ans
Cette année là, dans le cadre de la guerre de Sept Ans, il est envoyé à Toulon et s'y embarque, le 9 avril, pour l'expédition de Minorque, commandée par le Maréchal duc de Richelieu, et dont il est le plus ancien régiment. Le 18, il descend le premier sur la plage de Ciutadella, petite ville qui se rendit sans résistance. Le 8 mai commencèrent les opérations du siège du fort Saint-Philippe de Mahon. Le terrain offrait de grandes difficultés aux cheminements, le roc étant presque partout à nu. Le maréchal de Richelieu se résolut donc à une attaque de vive force sur tous les ouvrages à la fois. L'assaut eut lieu le 27 mai à dix heures du soir. La brigade du régiment Royal eut l'attaque de droite sur la redoute de Marlborough et le fort Saint-Charles. Les troupes escaladèrent avec la plus grande ardeur
des murs de vingt pieds de hauteur, malgré un feu terrible et le lendemain la garnison anglaise capitula.
Royal est resté dans l'île de Minorque jusqu'en mois de janvier 1763, date à laquelle il rembarque pour revenir en France. En arrivant à Toulon, on y incorpora, suivant l'ordonnance du 10 décembre 1762, le régiment de Cambis, qui avait été créé en 1676, et qui avait aussi fait partie de l'expédition de Minorque.

#### Période de paix
Le régiment Royal, qui était porté par cette incorporation à quatre bataillons, se rendit à Metz au mois de mai 1763, et il y a tenu garnison jusqu'en 1766. Il fait, cette année là, partie du camp de Soissons, puis au mois d'août, il est envoyé à Calais.
En septembre 1767 il est envoyé à Saarlouis, puis à Thionville, en octobre 1768, à Longwy et Montmédy en avril 1770, à Brest, en septembre 1770, à Givet en décembre 1770, à Saarlouis en octobre 1771, et en septembre 1772 à Strasbourg. Ce fut dans cette ville que, conformément à l'ordonnance du 26 avril 1775 qui prescrivit de dédoubler tous les régiments d'infanterie à quatre bataillons, autres que les Vieux et Petits Vieux, il fut partagé en deux régiments.
Ainsi, les 1er et 3e bataillons formèrent le régiment Royal et les 2e et 4e bataillons composèrent le régiment de Brie.

En octobre 1775, le régiment Royal alla  tenir garnison à Valenciennes, et qui fut reculé, au 24e rang, en 1776, par suite du dédoublement des vieux corps.

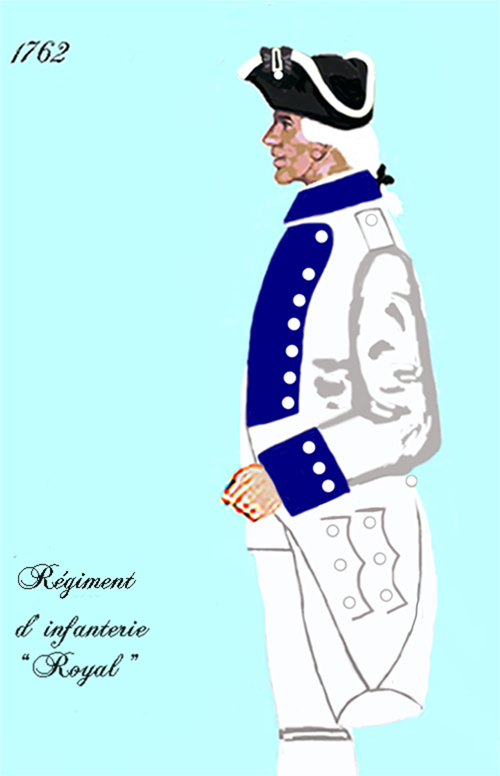
Régiment Royal de 1762 à 1776

#### Guerre franco-anglaise
En septembre 1776, il passa à Mézières, à Arras en mars 1778, et pendant la guerre maritime que la France eut alors à soutenir contre l'Angleterre, il fut cantonné sur les côtes de la Normandie, à Rouen, Granville, Cherbourg, Saint-Romain-de-Colbosc, Dieppe et Dinan.

#### Période de paix
À la paix, en mai 1783, on l'envoie à Valenciennes, d'où il passe, en novembre 1784 à Saint-Jean-d'Angély, qu'il quitte l'année suivante pour se rendre à Condé. En novembre 1787 il passe à Cambrai, puis à Strasbourg en avril 1788.

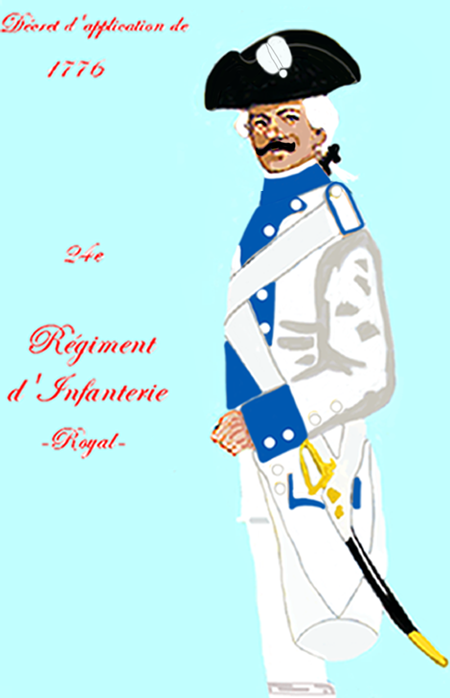
Régiment Royal de 1776 à 1779
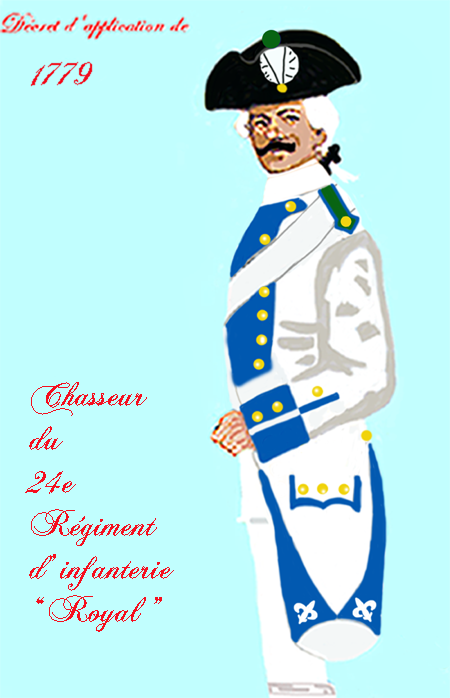
Régiment Royal de 1779 à 1791

#### Révolution française
Le régiment Royal, sans cesser un instant d'être calme et discipliné, fut un des corps qui se déclarèrent le plus énergiquement pour l'Assemblée nationale et la nouvelle constitution. Pour répondre à des insinuations malveillantes répandues par les agents de la contre-révolution, il adressa, le 27 janvier 1790, au comité de la garde nationale de Strasbourg, une
lettre qui rend bien compte de l'esprit qui animait l'armée à cette époque. Cette lettre, qui offre un intérêt tout particulier, parce que l'illustre maréchal Soult, alors sergent dans le régiment Royal, fut un de ses signataires, se terminait ainsi :
« Le soldat, l'ami et le frère du citoyen, ne sera plus regardé comme un esclave. Il obéira et sera toujours le même pour la soumission, mais ce sera sans murmure et sans contrainte qu'on le verra suivre les ordres sages de ses chefs. Content de servir son roi et charmé de verser son sang pour la nation, il ne comptera plus les moments qu'il a encore à rester sous les drapeaux. C'est donc à vous, Messieurs, et à l'Assemblée, que nous sommes redevables de ce changement qui va s'opérer en dépit des méchants, et c'est pour vous que tous les patriotes forment des vœux. Quel cri d'allégresse va frapper vos oreilles ? Les mots de vive notre bon roi ! et vive la nation ! se feront entendre de toutes parts, et les aristocrates, indignés de n'avoir pu réussir, en mourront de dépit. Soyez donc assurés, Messieurs, de nos sentiments qui seront toujours ceux de loyaux et braves compatriotes. Nous sommes prêts à répandre notre sang pour la nation et pour le roi, quand il plaira à ces infâmes de nous mettre à l'épreuve. Calmez donc vos craintes, et cessez vos alarmes. Nos bras sont à vous. Jamais l'intérêt ne corrompra des cœurs tels que les nôtres : l'amour de la patrie les enflammera toujours, et nous jurons d'être, tant que nous vivrons, les grenadiers, au nom de tout le régiment Royal-Infanterie. »

### 23e régiment d'infanterie de ligne ci-devant Royal (1791-1793)

#### Guerres de la Révolution - Guerre de la première coalition
En 1791, le régiment, devenu 23e de ligne par le licenciement du régiment du Roi, est envoyé à Huningue.
Il revint, en 1792, à Strasbourg, où il est abandonné par quinze de ses officiers au moment où les hostilités allaient commencer. Les soldats furent obligés de poser des gardes pour empêcher qu'on leur enlevât leurs drapeaux. Au mois d'avril, après avoir participé à la prise de Porrentruy, les troubles d'Avignon le firent envoyer dans le midi. Il se rendit plus tard à Briançon, et son 1er bataillon, après avoir contribué à la conquête de la Savoie, sous les ordres
du général Montesquiou, occupe successivement Modane et Saint-Jean-de-Maurienne.
En 1793, les deux bataillons firent partie de l'armée des Alpes, commandée par Kellermann. Quand ce général fut appelé par la Convention à la pénible mission de faire le siège de Lyon, le 1er bataillon du régiment Royal l'y accompagna, et ce fut le seul bataillon de troupes de ligne employé à la réduction de cette cité.
À la fin de 1793, les deux bataillons furent réunis à l'armée des Alpes, et prirent part à toutes les opérations du général Dumas. La conduite du régiment fut admirable à l'attaque des retranchements du Mont-Cenis, le 14 mai 1794. Le 2e bataillon enleva successivement les trois redoutes des Rivets qui étaient hérissées de canons. Pendant ce temps, le 1er bataillon, parti de Lanslebourg, marchait à la tête de la colonne du centre et, arrivé au pied des palissades de la redoute de la Ramasse, il l'enleva en un clin d'oeil, en chassa les Piémontais, et en tourna contre eux les canons. L'ennemi fut poursuivi dans sa déroute jusqu'à la Novalaise.
Quelques jours après, l'organisation des premières demi-brigades fut exécutée à l'armée des Alpes :
- Le 1er bataillon du 23e régiment d'infanterie de ligne ci-devant Royal est amalgamé avec les 1er bataillon de volontaires des Basses-Alpes et 1er bataillon de volontaires de la Lozère pour former la 45e demi-brigade de première formation.
- Le 2e bataillon du 23e régiment d'infanterie de ligne ci-devant Royal est amalgamé avec les 4e bataillon de volontaires de l'Isère et 6e bataillon de volontaires de l'Isère pour former la 46e demi-brigade de première formation.

Ainsi disparaît pour toujours le 23e régiment d'infanterie de ligne ci-devant Royal, partageant le sort de tous ces vieux régiments qui depuis deux siècles avaient défendu si intrépidement la patrie contre toutes les coalitions.

## Drapeaux et uniformes
Le régiment Royal avait douze drapeaux, qui tous avaient la croix blanche semée de fleurs de lys d'or. 

Les onze drapeaux d'ordonnance avaient deux quartiers violets et deux quartiers de couleur noisette.
Il eut l'habit gris-blanc ou blanc, suivant l'époque, avec le collet, les parements, la veste et la culotte bleu-de-roi, les boutons d'argent et le galon de chapeau en or; deux poches en long de chaque côté de l'habit avec cinq boutons sur chaque poche, deux boutons rapprochés a chaque extrémité et un au milieu; trois boutons sur les parements. 

Vers 1740, il avait la culotte blanche et le galon de chapeau d'argent. 

De 1776 à 1779, il n'avait plus que le collet, les revers et les parements bleu-de-roi.

## Personnages célèbres
- Louis André Bon, alors simple soldat
- Claude François Bruneteau de Sainte Suzanne, alors lieutenant (frère de Gilbert Joseph Martin Bruneteau, de Jean-Chrysostôme Bruneteau de Sainte-Suzanne et d'Alexandre François Bruneteau de Sainte Suzanne)
- Dominique André de Chambarlhac, alors cadet
- Jean-François Dax, alors capitaine
- Julien Delière, alors simple soldat
- Joseph Gilot, alors simple soldat
- Jean-Baptiste Herbin-Dessaux, alors simple soldat
- François Guillaume Barthélemy Laurent, alors simple soldat
- Jean-Denis Le Doyen, alors sous-lieutenant
- Alexis Le Veneur de Tillières, alors lieutenant en second
- Denis Éloi Ludot, alors simple soldat
- Philippe François de Monet de Lamarck, alors capitaine
- Jean-de-Dieu Soult, alors simple soldat
- Louis Céleste Frédéric de Talhouët-Bonamour, alors lieutenant

### Pierre de Castéras de La Rivière
Pierre de La Rivière-Castéras ou Pierre de Castéras de La Rivière, né vers 1677, est le fils de Jean-Louis de Castéras de La Rivière et de Anne de Bellune. Marié le 11 avril 1705 avec Diane Charlotte de Chaumont-Quitry ils ont 5 enfants. 
Il commence sa carrière militaire en 1691 dans les mousquetaires du Roi avec lesquels il combat, dans le cadre de la guerre de la Ligue d'Augsbourg, à Mons et à Leuze. En 1692, il est au siège de Namur et aux batailles de Steinkerque, de Nerwinden, en 1693 au siège de Charleroi, et au combat de Tongres puis au bombardement de Bruxelles. 
En février 1702 devenu commandant d'une compagnie de grenadiers il est envoyé en Italie dans le cadre de la guerre de Succession d'Espagne avec laquelle il se trouve à la bataille de Luzzara, au siège de Borgoforte,et aux expéditions dans le Trentin.Rentré en France, en 1703, à la fin de cette campagne, Pierre de La Rivière-Castéras obtient le 4 novembre 1703 le commandement d'une compagnie dans le régiment de Barville. Il fait la campagne de 1704 en Flandre et obtient, en mars 1705, le commandement de la compagnie de grenadiers du  régiment de Barville avec laquelle il se trouve, en 1706, à la bataille de Ramillies.
 Le 20 février 1713 il est nommé colonel d'un régiment d'infanterie qui prend alors son nom. 
Le 31 décembre 1713, le « régiment de La Rivière » est incorporé dans le « régiment Royal ». 
Après cette fusion, il est attaché avec son grade à la suite du régiment Royal par ordre du 26 janvier 1714, puis fait brigadier des armées du roi le 1er février 1714. 
Devenu gouverneur du château de Blois, il meurt vers 1760.

## Régiments absorbés par le régiment Royal

### Régiment de Bombelles
Le « régiment de Bombelles » est créé le 24 octobre 1711 par donation du « régiment du Comte de Boufflers » à Henri François, comte de Bombelles.
Le « régiment du Comte de Boufflers », avait été levé le 3 décembre 1706 par Antoine Charles Louis comte de Boufflers. Le régiment, affecté à l'armée de Flandre, a participé durant la guerre de Succession d'Espagne à la bataille d'Audenarde en 1708 et à la bataille de Malplaquet 1709.
Donné le 24 octobre 1711 à Henri François, comte de Bombelles, il prend le nom de « régiment de Bombelles » et participe en 1712, à la bataille de Denain, aux sièges de Douai, du Quesnoy et de Bouchain.
Le 4 octobre 1714, après la paix de Rastadt, le « régiment de Bombelles » est incorporé au « régiment Royal ».

### Régiment de Desangles
Le « régiment de Desangles » est créé le 20 juillet 1707 par donation du « régiment de La Rochedumaine » à Georges de Renard Desangles.
Le « régiment de La Rochedumaine », avait été levé le 3 décembre 1702 par N. de La Rochedumaine dans le cadre de la guerre de Succession d'Espagne.
Donné le 20 juillet 1707 à Georges de Renard Desangles, il prend le nom de « régiment de Desangles » et demeure toujours dans les garnisons.
Quelques mois avant la paix de Rastadt, le 31 décembre 1713, le « régiment de Desangles » est incorporé au « régiment Royal ».

### Régiment de La Rivière
Le « régiment de La Rivière » est créé le 20 février 1707 par donation du « régiment de Montluc » à Pierre de La Rivière-Castéras
Le « régiment de Montluc », avait été levé le 10 décembre 1702 par François de Lasseran-Massencôme duc de Montluc. Le régiment avait été affecté à l'armée d'Italie jusqu'en 1706, dans le cadre de la guerre de Succession d'Espagne.
Donné le 20 février 1707 à Pierre de La Rivière-Castéras, il prend le nom de « régiment de La Rivière » il passe à l'armée de Flandre.
Quelques mois avant la paix de Rastadt, le 31 décembre 1713, le « régiment de La Rivière » est incorporé au « régiment Royal ».

### Régiment de Laubanie
Le « régiment de Laubanie » est créé le 3 mai 1710 par donation du « régiment de Martel » à N. Rousseau de Laubanie.
Le « régiment de Martel », avait été levé le 14 mai 1702 par N. de Martel dans le cadre de la guerre de Succession d'Espagne. Il sert dans diverses garnisons de la Moselle et dans les lignes de la Lauter.
Donné le 3 mai 1710 à N. Rousseau de Laubanie, il prend le nom de « régiment de Laubanie ».
Le 2 juin 1714, après la paix de Rastadt, le « régiment de Laubanie » est incorporé au « régiment Royal ».

### Régiment de Puynormand
Le « régiment de Puynormand » est créé le 13 décembre 1695 et formé le 23 décembre 1695 avec le « bataillon d'Arnaud » du « régiment de Normandie » pour Hardouin de Gauffreteau de Puynormand .
Affecté à l'armée des Flandres dans le cadre de la guerre de la Ligue d'Augsbourg, il participe au siège d'Ath en 1697.
Le 18 novembre 1698, après le traité de Ryswick, le « régiment de Puynormand » est réformé et ses éléments sont incorporés au « régiment Royal ».

### Régiment de Vassan
Le « régiment de Vassan » est créé le 8 avril 1706 par donation du « régiment de La Houssaye » à Charles marquis de Vassan.
Le « régiment de Clermont », avait été levé le 3 septembre 1702 par N. de Clermont et affecté à l'armée du Rhin.
Il est donné le 14 janvier 1705 à Nicolas Léon Phelippes de La Houssaye, et prend alors le nom de « régiment de La Houssaye ».
Le 8 avril 1706, il est donné à Charles marquis de Vassan, et prend alors le nom de « régiment de Vassan ».
Quelques mois avant la paix de Rastadt, le 31 décembre 1713, le « régiment de Vassan » est incorporé au « régiment Royal ».